# Pedilochilus clemensiae
Pedilochilus clemensiae är en orkidéart som beskrevs av Louis Otho Otto Williams. Pedilochilus clemensiae ingår i släktet Pedilochilus och familjen orkidéer. Inga underarter finns listade i Catalogue of Life.